# Siegfried Hänicke
Siegfried Hänicke (Konstanz, 8 settembre 1878 – Mühlberg/Elbe, 19 febbraio 1946) è stato un generale tedesco della Wehrmacht durante la seconda guerra mondiale.

## Biografia
Il 13 marzo 1897, Hänicke entrò a far parte dell'esercito imperiale tedesco come cadetto del 49º reggimento di fanteria, venendo promosso al grado di sottotenente. Dal 15 settembre 1900 prestò servizio come aiutante di battaglione; dal 1º ottobre 1904 al 21 luglio 1907 frequentò l'accademia di guerra prussiana e nel frattempo, il 18 maggio 1907 fu promosso primo tenente. Haenicke divenne capitano il 18 dicembre 1912 e venne trasferito nello staff del 150º Reggimento di fanteria di stanza ad Allenstein dal 18 aprile 1913. Dal 1º ottobre 1913 fu comandante di compagnia. Con lo scoppio della prima guerra mondiale e la mobilitazione generale, Hänicke e il suo reggimento furono schierati sul fronte orientale e combatterono nella battaglia di Tannenberg. Il 2 dicembre, fu nominato comandante del 2º battaglione del suo reggimento col quale venne schierato ora sul fronte occidentale.
Dopo la fine della guerra, Hänicke divenne comandante del deposito del centro di reclutamento della 37ª divisione di fanteria dal 12 novembre 1918 e due mesi dopo fu reintegrato come comandante del 2º battaglione del suo reggimento che guidò sino alla smobilitazione. Trasferito al Reichswehr dal 1º maggio 1920 e assegnato all'ufficio personale del 20º reggimento di fanteria, venne promosso maggiore dal 18 maggio 1920 e utilizzato dal 1º ottobre 1920 al 30 settembre 1921 nello staff del 2º reggimento di fanteria. Hänicke venne quindi trasferito nello staff della 1ª divisione di stanza a Königsberg. Da lì Hänicke venne spostato a Monaco di Baviera dal 1º aprile 1924 presso la Scuola Centrale di Fanteria, dove inizialmente venne impiegato come insegnante e promosso al grado di tenente colonnello dal 1º ottobre 1925. Successivamente, dopo che la scuola venne trasferita a Dresda, venne trasferito nello staff del 3º reggimento di fanteria a Eylau dal 1º ottobre 1928. Promosso colonnello (dal 1º febbraio 1929), venne nominato comandante del 2º reggimento di fanteria dal 1º novembre 1930. Il 1º aprile 1932 venne promosso maggiore generale, ritirandosi dal servizio militare attivo dal 30 settembre di quello stesso anno.
Dedicatosi agli impegni della vita civile, dal maggio del 1933 sino al giugno del 1935 fu direttore del Reichssender Konigsberg.
Hänicke venne richiamato in servizio il 1º giugno 1938 e l'8 agosto 1939 venne nominato comandante della 61ª divisione di fanteria, con la quale prese parte all'invasione della Polonia all'inizio della seconda guerra mondiale per poi prendere parte alla conquista di Varsavia come parte della 3ª armata. Dopo la fine della campagna polacca, Hänicke fu promosso tenente generale il 1º novembre 1939. Comandò quindi la sua divisione nella campagna occidentale e poi nell'attacco all'Unione Sovietica. Il 27 aprile 1942, venne posto in riserva dopo essere stato promosso al grado di General der Infanterie dal 1º aprile di quello stesso anno. Per breve tempo ottenne il comando del XXXVIII corpo d'armata. Dal 1º luglio al 30 settembre 1942, venne posto nuovamente in riserva. Nell'ottobre del 1943, ordinò personalmente la partecipazione della Wehrmacht alla repressione di una rivolta di prigionieri nel campo di sterminio di Sobibor. Il 31 gennaio 1945 venne riassegnato in riserva e l'8 maggio 1945 si ritirò definitivamente dal servizio attivo.
In quel tempo si trovava nella città di Bad Lausick dove venne arrestato dalle forze sovietiche il 20 luglio 1945. Da settembre a ottobre del 1945 Hänicke venne posto nel campo per detenuti tedeschi di Mühlberg. Hänicke morì il 19 febbraio 1946 mentre si trovava in prigionia.